# Johann Rudolf Byss
Johann Rudolf Byss oder Bys (* 11. Mai 1660 in Chur; † 11. Dezember 1738 in Würzburg) war ein Schweizer Maler. Byss fertigte niederländisch beeinflusste Tafelbilder und Fresken im italienischen Barock.

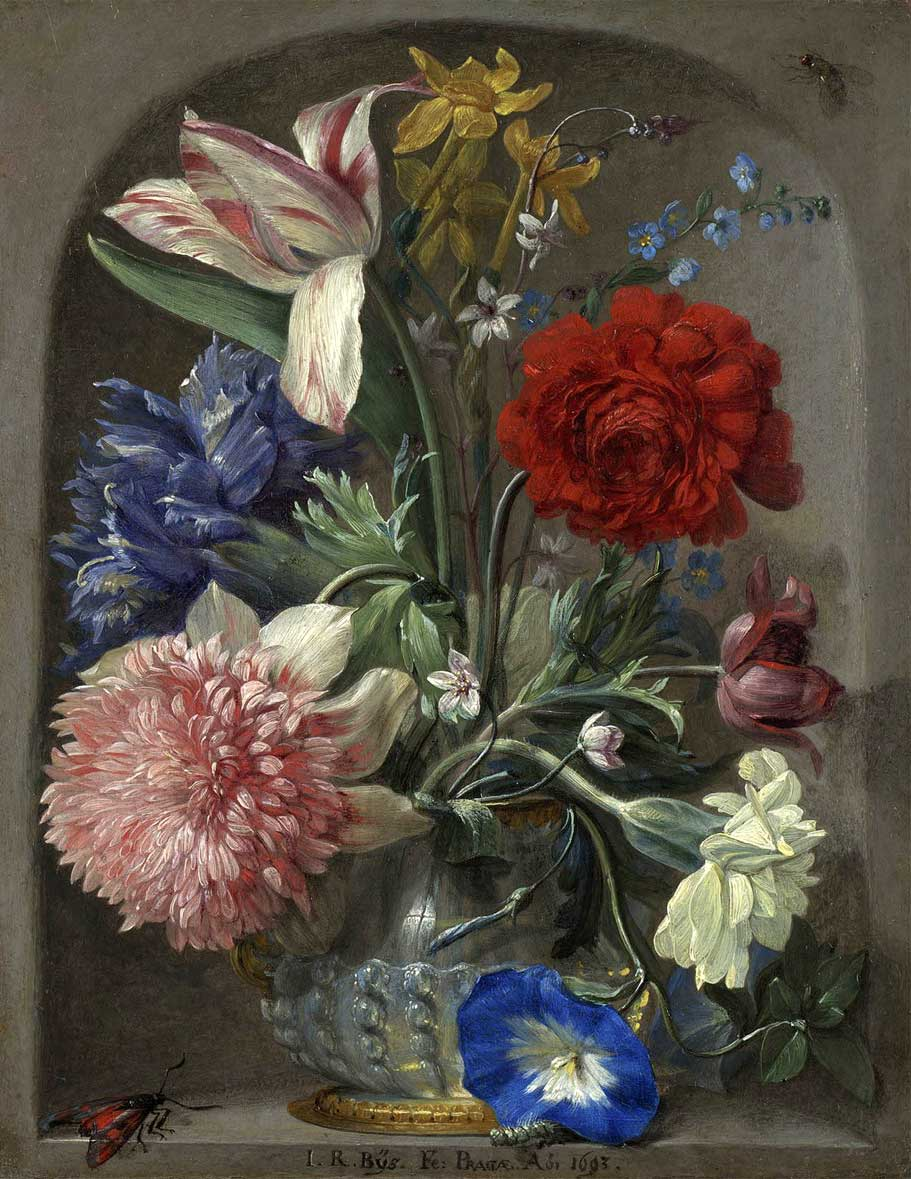
Blumenstrauss in einer Steinnische, 1693

## Leben
Sein Handwerk erlernte er zunächst bei seinem Vater Frans Joseph Byss und vervollkommnete sein Können auf Reisen durch Italien, Deutschland und nach England, bevor er sich um 1689  zunächst in Prag niederließ, das er um 1712 wieder verließ. Später wurde er durch Kaiser Leopold I. mit der Erstellung von Decken- und Wandmalereien und Bildern für die Hofburg in Wien beauftragt. Im Auftrage des Kurfürsten Lothar Franz von Schönborn führte er 1712 oder 1715 zunächst Arbeiten im Schloss von Gaibach aus und wurde dann mit der Aufsicht der kurfürstlichen Gemäldegalerie im Schloss Weißenstein in Pommersfelden beauftragt. Er gab 1719 eine Beschreibung der Gemäldesammlung in Bamberg heraus, diese wies allerdings verschiedene Fehler auf. Nach dem Tode des Kurfürsten begab er sich nach Würzburg, wo er an der bildlichen Ausstattung der Würzburger Residenz, insbesondere als leitender Hofmaler bei der Ausmalung des von 1738 bis 1741 ausgestatteten Venezianischen Zimmers, beteiligt war und die (nach dem Brand von 1945 von eingedrungenem Regenwasser großenteils zerstörten) Deckenbilder für die Schönbornkapelle am Würzburger Dom schuf. und sich der Gunst eines Neffen des Kurfürsten erfreuen konnte.

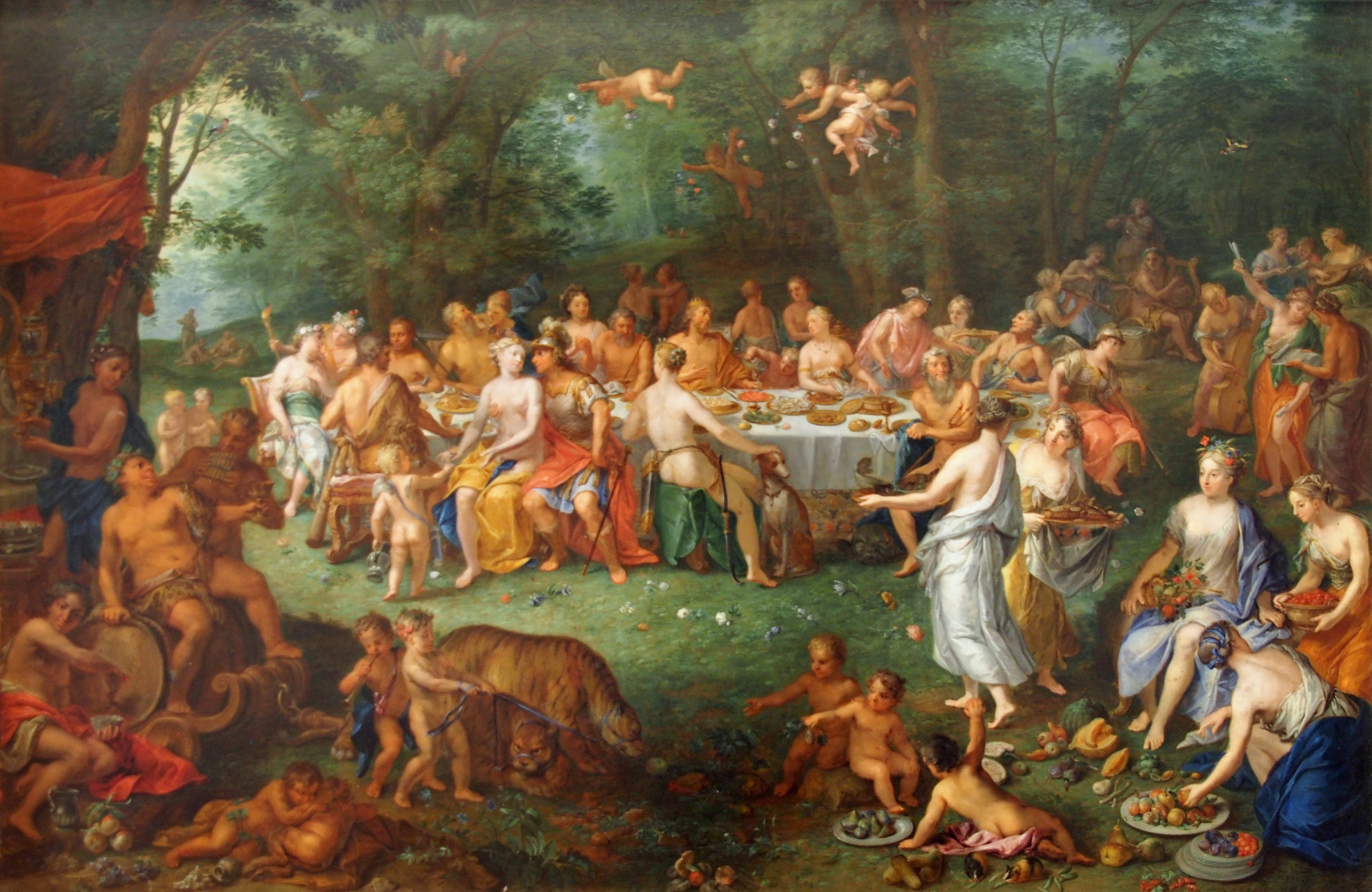
Göttermahl (1734), Mainfränkisches Museum

### Werke (Auswahl)
- nach 1689 Malereien im Stracka-Palais, Prag
- 1704, Residenzsaal und Bibliothek der Hofburg, Wien
- 1713 Schloss Pommersfelden
- 1713/18 Fresken im Vorsaal und Stiegenhaus zu Pommersfelden und Gaibach
- 1720 Ausmalung des Saales im Schloss Wiesentheid
- 1721 Schloss Tettnang (Württemberg) und Breslau (1723 Deckengemälde im Treppenhaus des Hatzfeldschen Palais)
- 1729 Ausmalung der Decke im Hauptsaal der Reichskanzlei in Wien
- 1730/31 den Sommerspeisesaal im Stift Göttweig
- 1734 zusammen mit einem Verwandten die Deckenfresken des Altmannssaales und 1739 die Architekturmalereien der Kaiserstiege im Stift Göttweig
- um 1734 Deckenbilder und Altarfresko der Schönbornkapelle in Würzburg
- 1735 Schlosskapelle und Spiegelkabinett in der Residenz Würzburg
- zahlreiche Tafelgemälde

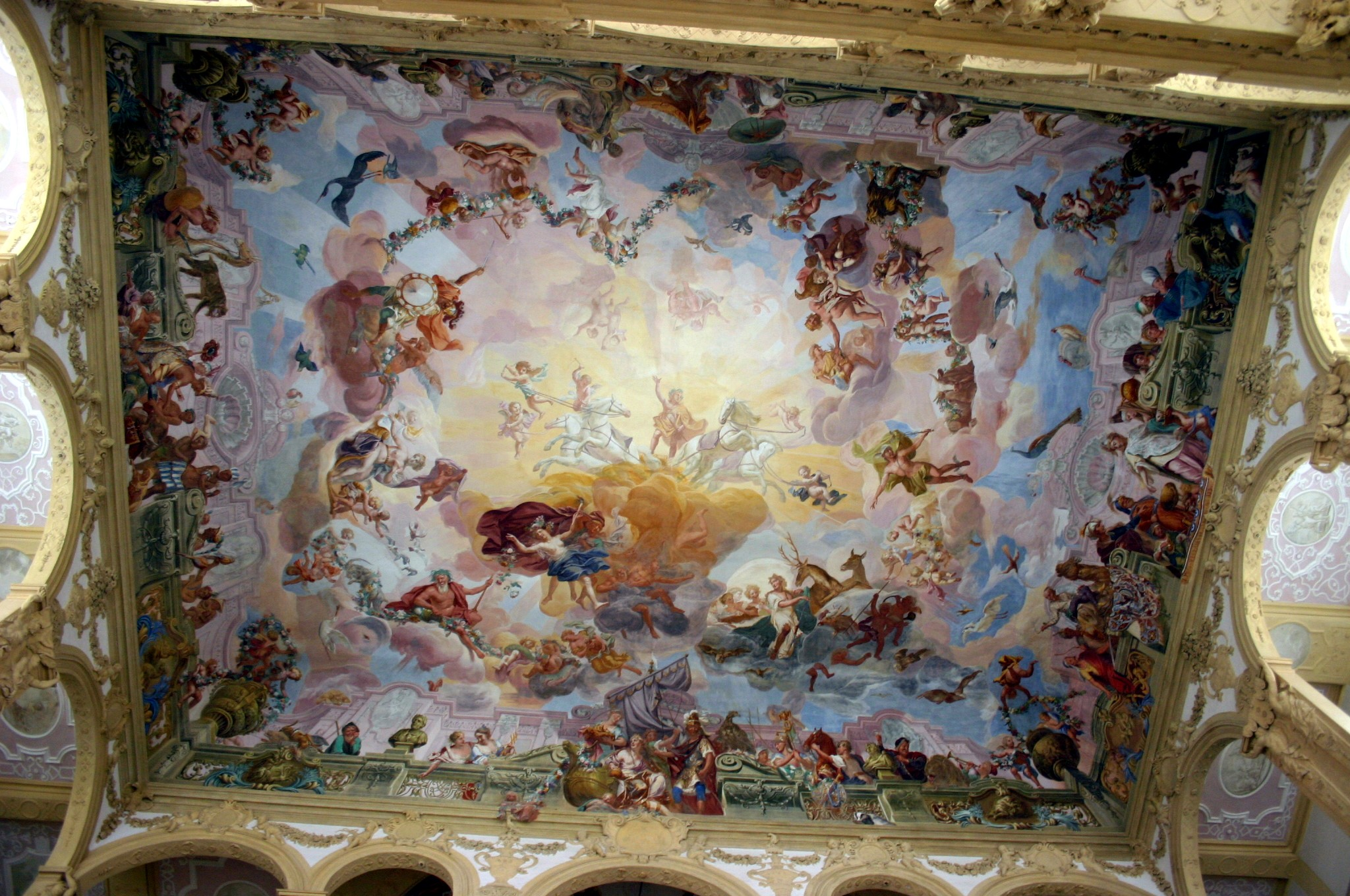
Deckenfresko im Treppenhaus von Schloss Weißenstein
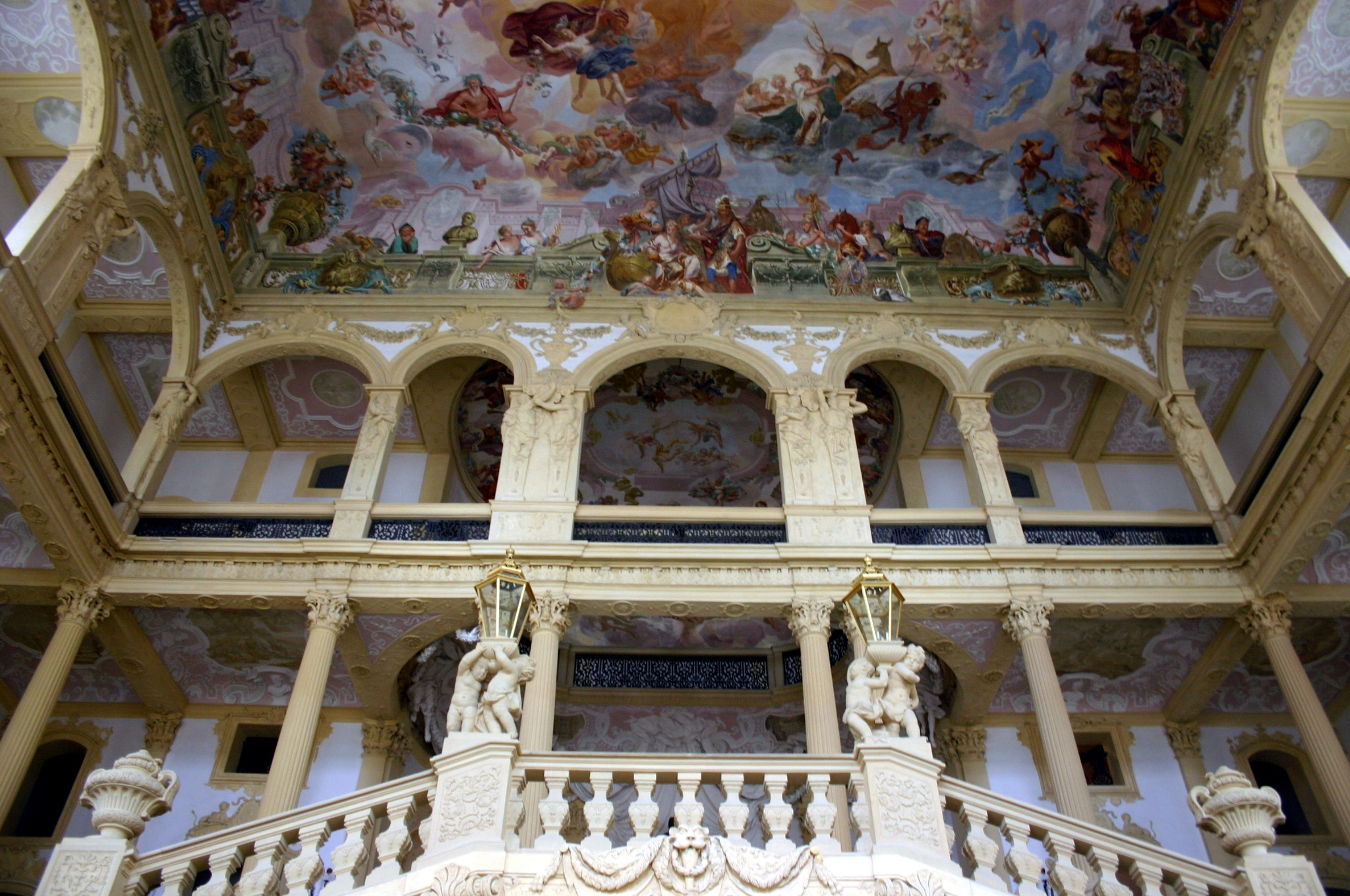
Treppenhaus des Schlosses